# Vladimir Slepian
 (août 2023).
Vladimir Slepian, alias Éric Pide (en russe : Владимир Слепян / Эрик Пид) est un artiste et écrivain soviétique d’expression française né à Prague le 12 septembre 1930 et mort à Paris le 7 juillet 1998.

## Biographie
Vladimir Slepian est fils d’un fonctionnaire soviétique exécuté en août 1938.
En 1956, Slepian assiste à la première exposition Picasso en URSS, au musée Pouchkine et présente ses toiles à David Bourliouk. Le style de ce non-conformiste (qui refuse le réalisme soviétique promu par le régime) évolue vers l'action painting et l'abstraction lyrique. En octobre 1957, le galeriste Daniel Cordier organise à Paris une exposition anonyme de dix peintures de Slepian, sorties clandestinement de Moscou.
Vladimir Slepian émigre en France en 1958, en passant par la Pologne. En 1960, il dirige une performance de « peinture transfinie » à Paris (il s'agit de peindre très rapidement sur des toiles longues de plusieurs mètres posées au sol). Un manifeste intitulé L'art transfini est publié l'année suivante dans la revue bilingue Two Cities, très dévouée à l'abstraction lyrique. Il semble n'avoir fait aucun adepte.
En 1963, Slepian est cité par le peintre Georges Mathieu comme un des disciples “du geste et de la vitesse” au même titre que Pierre Alechinsky et Simon Hantaï. Il abandonne pourtant bientôt la peinture et fonde un bureau de traduction.
En 1971-1972, il écrit le Premier livre du roi du diamant, spectacle ou Les Grands-parents ou Le Théâtre à l'envers.
Sa nouvelle Fils de chien parait en 1974 dans le n° 7 de la revue Minuit, qui publie notamment des textes de Samuel Beckett et Alain Robbe-Grillet. Fils de chien est analysé par Gilles Deleuze et Félix Guattari dans Mille Plateaux.
Dans les années qui suivent, Vladimir Slepian se rebaptise Éric Pide, un nom qui se veut à la fois une référence à Euripide et l'anagramme d’Œdipe.
À sa mort, il est enterré comme indigent, aux frais de l'État, au cimetière de Thiais.
La vie de Vladimir Slepian a servi de modèle à celle de Viktor Atemian, le protagoniste de L'Homme qui marche, premier long-métrage de fiction d'Aurélia Georges (2007).

## Textes publiés
- L'Art transfini, dans Two Cities n°7/8 (1961).
- The Young vs. the Old, dans Problems of communism, Vol XI, n°3 (1962)[11].
- Fils de chien, dans Minuit, n°7 (1974).